# ヴィチェンツァのグレゴリオ・ベーロ修道士の肖像
『ヴィチェンツァのグレゴリオ・ベーロ修道士の肖像』（ヴィチェンツァのグレゴリオ・べーロしゅうどうしのしょうぞう、伊: Ritratto di fra' Gregorio Belo da Vicenza、英: Portrait of Brother Gregorio Belo of Vicenza）は、イタリア盛期ルネサンスのヴェネツィア派の画家ロレンツォ・ロットが1547年にキャンバス上に油彩で制作した絵画である。現在、ニューヨークのメトロポリタン美術館に所蔵されている。画面下部右側に「F. Gregorr belo de Vicentia / eremite in Hieronimi Ordinis beati / fratri Petris de Pisis Anno / etatis eius LV, M.D.XLVII」と記されている。描かれている人物はヒエロニムス会修道士で、彼が自身の胸を石で打つ図像は悔悛する聖ヒエロニムスに依拠している。

## 作品
本作は、ロットのノートに1546年12月9日にグレゴリオ・べーロ修道士から委嘱され、154710月に完成したと記録されている。1738年に、ヨハン・マティアス・フォン・デル・シューレンブルクがヴェネツィアで作品を26ゼッキーノで購入し、彼の家族の相続者に引き継がれたが、1965年にメトロポリタン美術館に売却された。1924年以後のシューレンブルク家のコレクション目録でようやく正確にロットへと帰属がなされた。
グレゴリオ・べーロ修道士は鑑賞者の方を見ているが、自身が持っている本に感化され、彼の瞑想はロットが背景に描いているイエス・キリストの「磔刑」に向けられている。その「磔刑」像は修道士の思念を投影したものである。すなわち、絵画は彼の心理的内面を描いており、単なる人物の外見を描いた肖像画の概念を超えている。モデルの人物の内面心理を捉えようとするロットの関心は、2回ヴェネツィアに旅行したアルブレヒト・デューラーの心理を探求する肖像画を研究したことと関連付けられる。